# 第一代里彭侯爵喬治·羅賓遜
第一代里彭侯爵喬治·羅賓遜（George Robinson, 1st Marquess of Ripon，1827年10月24日—1909年7月9日）是一位英國貴族以及自由派政治人物，1871年之前稱里彭伯爵（Earl of Ripon）。他是首相戈德里奇子爵F·J·羅賓遜之子，曾擔任陸軍大臣、樞密院議長等職位，1880年被指派為印度總督。他的兒子是弗雷德里克·羅賓遜，第二代侯爵（Frederick Robinson, 2nd Marquess of Ripon）。